# Willy Schiller
Willy Schiller (* 11. August 1899 in Berlin als Wilhelm Friedrich Carl Schiller; † 17. Juli 1973 in Potsdam-Babelsberg) war ein deutscher Szenenbildner.

## Leben

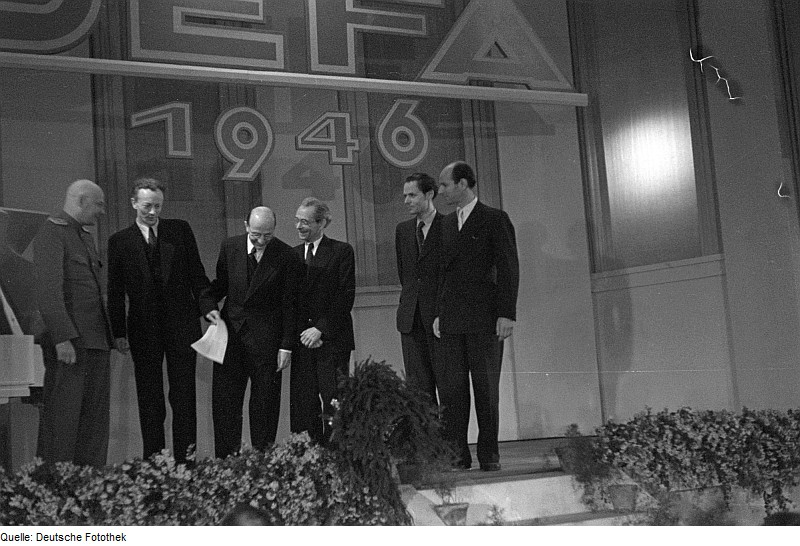
Willy Schiller (Vierter von links) 1946 auf der Gründungsfeier der DEFA

Schiller ließ sich 1913 im Atelier Theaterkunst zum Theatermaler ausbilden. Nach seinem Kriegsdienst an der Westfront kam er 1918 wieder nach Berlin. Ab 1920 war er Dekorationsmaler beim Film. Er war in dieser Funktion unter anderem an den Produktionen von Der Golem, wie er in die Welt kam (1920), Die Bergkatze (1921) und Hintertreppe (1921) beteiligt. Seit 1925 war Willy Schiller KPD-Mitglied und in linken Künstlerkreisen um den Maler Otto Nagel aktiv.
1927 begann seine Arbeit als Filmarchitekt; gemeinsam mit Gustav A. Knauer bildete er ein Team. Bei zahlreichen Unterhaltungsfilmen kam es zu einer mehrfachen Zusammenarbeit mit dem Schweizer Regisseur Edmund Heuberger. Schiller war für die Dekorationen von Werner Hochbaums Razzia in St. Pauli (1932) verantwortlich, deren Innenaufnahmen im Filmatelier der Vera-Filmwerke gedreht wurden. Von 1933 bis 1938 arbeitete er eng mit Otto Hunte zusammen. Danach war er erneut Ausstatter für Werner Hochbaum. Gemeinsam mit dem Filmarchitekten Carl Haacker entstanden Ein Mädchen geht an Land, Preussische Liebesgeschichte und Drei Unteroffiziere.
Nach dem Zweiten Weltkrieg gehörte Willy Schiller zu den Gründern der DEFA. Seine erste Nachkriegsproduktion war Wolfgang Staudtes Rotation, später arbeitete er unter anderem für Kurt Maetzig (Der Rat der Götter, Ernst Thälmann – Sohn seiner Klasse). Bis Mitte der 1960er Jahre war Schiller beim Film. Er widmete sich intensiv der Förderung des Nachwuchses.

## Filmografie
- 1927: Funkzauber
- 1927: So küßt nur eine Wienerin
- 1928: Die Rothausgasse
- 1928: Das Fräulein aus Argentinien
- 1928: O Jugend, wie bist du so schön
- 1928: Don Juan in der Mädchenschule
- 1928: Liebe im Kuhstall
- 1928: Aus dem Tagebuch eines Junggesellen
- 1928: Liebfraumilch
- 1929: Die Frau, die jeder liebt, bist Du!
- 1929: Der Sittenrichter § 218
- 1929: Der Teufelsreporter
- 1929: Mutterliebe
- 1929: Der Hund von Baskerville
- 1929: Die Halbwüchsigen
- 1929: Die stärkere Macht
- 1929: Jugendsünden
- 1929: Ja, Ja, die Frau’n sind meine schwache Seite
- 1929: Besondere Kennzeichen
- 1929: Geheimpolizisten
- 1929: Hütet Euch vor leichten Frauen
- 1929: Klippen der Ehe
- 1929: Auf Leben und Tod
- 1929: Der Mann im Dunkel
- 1929: Gehetzte Mädchen
- 1930: Der Liebesmarkt
- 1930: Zeugen gesucht
- 1930: Pariser Unterwelt
- 1930: Der Nächste, bitte
- 1930: Lumpenball
- 1930: Zwei Menschen
- 1931: Solang noch ein Walzer von Strauß erklingt
- 1932: Razzia in St. Pauli
- 1932: Die Tänzerin von Sanssouci
- 1933: Was Frauen träumen
- 1933: Heideschulmeister Uwe Karsten
- 1934: Ich sing’ mich in Dein Herz hinein
- 1934: Liebe, Tod und Teufel
- 1935: Der grüne Domino
- 1936: Donogoo Tonka
- 1936: Boccaccio
- 1936: Stadt Anatol
- 1937: Die Kreutzersonate
- 1937: Die Kronzeugin
- 1937: Steckbrief 606 (Kurzspielfilm)
- 1937: Der Mann, der Sherlock Holmes war
- 1937: Streit um den Knaben Jo
- 1937: Gänseknöchlein (Kurzspielfilm)
- 1937: Oh, diese Ehemänner (Kurzspielfilm)
- 1937: Pssst, ich bin Tante Emma (Kurzspielfilm)
- 1937: Der Clown (Kurzspielfilm)
- 1938: Frau Sylvelin
- 1938: Um Kopf und Kragen (Kurzspielfilm)
- 1938: Halt, meine Uhr! (Kurzspielfilm)
- 1938: Die unheimliche Nacht (Kurzspielfilm)
- 1938: Ein Mädchen geht an Land
- 1938/50: Preußische Liebesgeschichte
- 1939: Drei Unteroffiziere
- 1939: Wer küßt Madeleine?
- 1939: Ihr erstes Erlebnis
- 1940: Liebesschule
- 1940: Der Kleinstadtpoet
- 1940: Hochzeitsnacht
- 1942: Mit den Augen einer Frau
- 1943: Die große Nummer
- 1943: Kohlhiesels Töchter
- 1943: Ich werde dich auf Händen tragen
- 1943: Meine vier Jungens
- 1945: Befreite Musik
- 1948: Und wieder 48
- 1949: Rotation
- 1949: Der Auftrag Höglers
- 1950: Der Rat der Götter
- 1951: Die Sonnenbrucks
- 1951: Zugverkehr unregelmäßig
- 1952: Karriere in Paris
- 1954: Ernst Thälmann – Sohn seiner Klasse
- 1954: Alarm im Zirkus
- 1955: Ernst Thälmann – Führer seiner Klasse
- 1955: Genesung
- 1957: Wo Du hingehst...
- 1957: Skimeister von morgen
- 1957: Polonia-Expreß
- 1958: Die Feststellung
- 1958: Sie nannten ihn Amigo
- 1959: Der kleine Kuno
- 1959: Das Leben beginnt
- 1960: Der neue Fimmel
- 1960: Steinzeitballade
- 1961: Der Tod hat ein Gesicht
- 1962: Nebel
- 1963: Die Hochzeit von Länneken
- 1965: Solange Leben in mir ist